# Herrgottskirche (Wohnplatz)
Herrgottskirche ist ein Wohnplatz bei der gleichnamigen evangelischen Herrgottskirche auf der Gemarkung der Kernstadt Creglingen im Main-Tauber-Kreis im fränkisch geprägten Nordosten Baden-Württembergs.

## Geographie
Der Wohnplatz Herrgottskirche sowie das gleichnamige Kirchengebäude befinden sich etwa 800 Meter südlich von Creglingen im Herrgottstal. Der Herrgottsbach passiert den Wohnplatz Herrgottskirche, unmittelbar darauf den Wohnplatz Kohlesmühle, bevor er nach etwa einem weiteren Kilometer in Creglingen von links in die Tauber mündet.

## Geschichte
Der Ort wurde im Jahre 1403 erstmals urkundlich als capella S. Salvatoris apud oppidum Cregelingen erwähnt. Die Wallfahrtskirche südlich der Stadt Creglingen wurde angeblich bereits im Jahre 1384 gestiftet von den Brüdern Konrad und Gottfried von Brauneck sowie im Jahre 1389 geweiht. Dies wurde im Jahre 1403 vom Papst bestätigt.
Auf dem Messtischblatt Nr. 6526 „Creglingen“ von 1934 war der Ort als Herrgottskirche mit zwei Gebäuden verzeichnet.

## Kulturdenkmale
Kulturdenkmale in der Nähe des Wohnplatzes sind in der Liste der Kulturdenkmale in Creglingen verzeichnet.

## Verkehr
Der Wohnplatz ist über die L 1005 zu erreichen.